# Ocellularia megalostoma
Ocellularia megalostoma är en lavart som beskrevs av Johannes Müller Argoviensis 1892. 
Ocellularia megalostoma ingår i släktet Ocellularia och familjen Thelotremataceae. Inga underarter finns listade i Catalogue of Life.